# Cyclostachya
Cyclostachya  Reeder & C.Reeder é um género botânico pertencente à família Poaceae, subfamília Chloridoideae.
O gênero apresenta uma única espécie. Sua ocorrência é na América do Norte.

## Espécie
- Cyclostachya stolonifera (Scribn.) Reeder & C. Reeder